# Wacław Szwykowski
Wacław Antoni Szwykowski (ur. 1 września 1884, zm. 2 marca 1969) – podpułkownik saperów inżynier Wojska Polskiego.

## Życiorys
Urodził się 1 września 1884. Ukończył studia z tytułem inżyniera.
Po zakończeniu I wojny światowej jako podporucznik został przyjęty do Wojska Polskiego dekretem z 14 marca 1919 zatwierdzających oficerów polskich wcześniej służących w Korpusach Polskich w Rosji wzgl. w Armii Imperium Rosyjskiego. Później mianowany kapitanem. Został awansowany do stopnia majora saperów ze starszeństwem z dniem 1 czerwca 1919. Przydzielony do 1 batalionu saperów Legionów w Modlinie. Od października 1926 do 8 września 1929 sprawował stanowisko dowódcy batalionu elektrotechnicznego, stacjonującego w Nowym Dworze Mazowieckim. W lipcu 1929 otrzymał przeniesienie do Instytutu Badań Inżynierii na stanowisko pełniącego obowiązki kierownika. 18 lutego 1930 roku został mianowany podpułkownikiem ze starszeństwem z dniem 1 stycznia 1930 roku i 2. lokatą w korpusie oficerów inżynierii i saperów. Z dniem 30 września 1932 został przeniesiony w stan spoczynku. W 1934 roku pozostawał w ewidencji Powiatowej Komendy Uzupełnień Warszawa Miasto III. Posiadał przydział do Oficerskiej Kadry Okręgowej Nr I. Był wówczas „przewidziany do użycia w czasie wojny”.
Zmarł 2 marca 1969.

## Ordery i odznaczenia
- Krzyż Kawalerski Orderu Odrodzenia Polski – 2 maja 1923[11][12][13]
- Medal Pamiątkowy za Wojnę 1918–1921[14]
- Medal Dziesięciolecia Odzyskanej Niepodległości[15]